# 조니 라몬
존 윌리엄 커밍스(영어: John William Cummings, 1948년 10월 8일 ~ 2004년 9월 15일)는 미국의 기타리스트이자 송라이터로, 펑크 록 밴드 라몬스에서 기타리스트로 있었다. 활동할 때에는 조니 라몬(영어: Johnny Ramone)이라는 이름을 사용하였다. 밴드의 결성 멤버 중 한명으로, 조이 라몬과 함께하였다.
2009년, 타임스는 "일렉기타리스트 10명" 목록에 조니 라몬을 포함시켰으며, 스핀은 2012년 "역사상 최고의 기타리스트 100명" 목록에 8위로 선정되었다. 그리고 2015년 롤링 스톤이 선정한 비슷한 목록에도 28위에 이름을 올렸다.
음악 활동을 하면서도, 조니는 10편이 넘는 영화와 다큐멘터리에 출연하였다. 이외에도 심슨 가족이나 스페이스 고스트 코스트 투 코스트에도 목소리로 출연하였다.
《Commando》라는 이름의 전기가 사후인 2012년에 발간되었다. 책에는 생전 조니 라몬은 야구를 좋아하였으며, 야구 카드와 영화 포스터, 특히 공포 관련 포스터를 수집하였다는 것이 알려졌다.

## 어린 시절과 경력
존 윌리엄스 커밍스는 1948년 10월 8일 뉴욕시 퀸스에서 아일랜드계 혈통의 부모 사이에서 외동으로 태어났다. 포리스트힐스에서 자랐으며, 이곳에서 록 음악에 몰입되었다. 청소년이 되었을 땐 탠저린 퍼펫츠라는 이름의 밴드를 결성하였다. 밴드에는 미래에 라몬스의 드러머로 활동한 터마시 에르데이(토미 라몬이라는 이름으로 활동)가 있었다. 그리고 살면서 쭉 뉴욕 양키스를 좋아하는 팬이었다. 라몬스가 성공하기 전에는 군사 학교나 플로리다의 대학교 등에서 아버지와 함께 배관공 일을 하였다.

## 죽음
2004년 9월 15일, 조니 라몬은 로스앤젤레스의 자가에서 향년 55살에, 56세 생일을 23일 남겨둔 채 사망하였다. 사인은 5년 동안 싸워온 전립선암이었다.